# Episodi di Der Kommissar (seconda stagione)
La seconda stagione della serie televisiva Der Kommissar è stata trasmessa in anteprima in Germania Ovest dalla ZDF tra il 16 gennaio 1970 e il 18 dicembre 1970.
| nº | Titolo originale              | Titolo italiano | Prima TV Germania Ovest | Prima TV Italia |
| -- | ----------------------------- | --------------- | ----------------------- | --------------- |
| 1  | Der Papierblumenmörder        |                 | 16 gennaio 1970         |                 |
| 2  | Tod einer Zeugin              |                 | 6 febbraio 1970         |                 |
| 3  | Parkplatz-Hyänen              |                 | 27 febbraio 1970        |                 |
| 4  | Dr. Meinhardts trauriges Ende |                 | 13 marzo 1970           |                 |
| 5  | In letzter Minute             |                 | 3 marzo 1970            |                 |
| 6  | Messer im Rücken              |                 | 24 aprile 1970          |                 |
| 7  | ...wie die Wölfe              |                 | 15 maggio 1970          |                 |
| 8  | Tod eines Klavierspielers     |                 | 5 giugno 1970           |                 |
| 9  | Tödlicher Irrtum              |                 | 26 giugno 1970          |                 |
| 10 | Eine Kugel für den Kommissar  |                 | 18 settembre 1970       |                 |
| 11 | Der Mord an Frau Klett        |                 | 9 ottobre 1970          |                 |
| 12 | Die kleine Schubelik          |                 | 30 ottobre 1970         |                 |
| 13 | Anonymer Anruf                |                 | 20 novembre 1970        |                 |
| 14 | Drei Tote reisen nach Wien    |                 | 18 dicembre 1970        |                 |

## Der Papierblumenmörder
- Diretto da:
- Scritto da:

### Trama
Una giovane ragazza viene uccisa. Le indagini conducono al mondo hippy nonché all'ambiente gravitante attorno ad un riformatorio, nel quale ragazzine abbandonate ricevono attenzioni sessuali da un signore più grande.
- Guest star: Christiane Schröder, Thomas Fritsch, Herbert Tiede, Kurt Horwitz, Eva Mattes, Ursula Wolff

## Tod einer Zeugin
- Diretto da:
- Scritto da:

### Trama
Omicidio in un condominio: dalle indagini tra i vicini ben presto viene fuori che la vittima era incredibilmente ricca. Götz George recita in una parte con dei caratteri che sono sorprendentemente premonitori di quelli del suo personaggio futuro, Horst Schimanski.
- Guest star: Götz George, Wolfgang Spier, Josef Vinklář, Klaus Dahlen, Werner Bruhns, Renate Roland, Hans Elwenspoek, Claudia Bethge.

### Colonna sonora
- Herb Alpert, A banda

## Parkplatz-Hyänen
- Diretto da:
- Scritto da:

### Trama
In un remoto parcheggio viene trovato il corpo di una vittima di omicidio. La tracce conducono ad un quartiere malfamato ed in particolare alla famiglia Boszilke, un insieme di emarginati e sopravvissuti dalla dubbia moralità.
- Guest star: Marianne Hoppe, Johannes Heesters, Werner Pochath, Fred Haltiner, Ida Krottendorf, Günther Neutze, Maria Landrock, Eva Mattes, Hannes Kaetner, Hartmut Neugebauer, Johannes Buzalski

### Colonna sonora
- Tom Jones, (Ghost) Riders in the Sky

## Dr. Meinhardts trauriges Ende
- Diretto da:
- Scritto da:

### Trama
Il dott. Meinhardt, un ricco uomo d'affari sessantenne, viene trovato morto nel giardino della sua villa. A quanto pare, qualcuno l'ha buttato giù dal balcone di casa sua. Il Commissario Keller e la sua squadra scoprono che il dott. Meinhardt la sera prima aveva ospiti. Inoltre Meinhardt aveva dei contatti con un gruppo di giovani, che sosteneva e ricompensava generosamente. La polizia criminale concentra le indagini proprio su questo gruppetto.
- Guest star: Luise Ullrich, Richard Münch, Karl John, Michael Verhoeven, Ilona Grübel, Christof Wackernagel, Monika Lundi, Hanna Burgwitz, Michael Gahr

### Colonna sonora
- Improved Sound Limited, Where Will the Salmon Spawn

## In letzter Minute
- Diretto da:
- Scritto da:

### Trama
Kossitz, condannato per omicidio colposo, esce di prigione. Quando era stato condannato, aveva giurato vendetta contro il testimone chiave. Il Commissario Keller deve evitare il peggio. Questa non solo è la puntata con il maggior consumo di alcol (complessivamente 27 drinks.), ma è anche l'unica puntata in cui nessuno viene ucciso.
- Guest star: Heinz Reincke, Gisela Uhlen, Maria Sebaldt, Peter Eschberg, Eva Kinsky, Gerd Vespermann, Eric Pohlmann, Horst Sachtleben, Leo Bardischewski

## Messer im Rücken
- Diretto da:
- Scritto da:

### Trama
In un sobborgo, una persona sale in un taxi con un coltello nella schiena. È una foto scattata da un fotografo della stampa a portare il Commissario sulla pista giusta.
- Guest star: Helmut Käutner, Ursula Lingen, Herbert Bötticher, Christiane Krüger, Werner Kreindl, Jörg Pleva, Lisa Helwig, Albert Hehn, Robert Naegele, Michael A. Grimm

## ...wie die Wölfe
- Diretto da:
- Scritto da:

### Trama
La sig. Kluge vince 3000 marchi al lotto e viene poi uccisa. Nelle indagini sul vicinato, il Commissario Keller scopre che quasi tutti volevano denaro da lei.
- Guest star: Grete Mosheim, Horst Tappert, Ann Höling, Volkert Kraeft, Heinz Meier, Dietrich Thoms, Pierre Franckh

## Tod eines Klavierspielers
- Diretto da:
- Scritto da:

### Trama
Si scopre che la vittima di un omicidio è un pianista che lavorava in un'osteria malfamata. Ma il suo ruolo non si limita a quello di musicista.
- Guest star: Ingrid Andree, Günther Ungeheuer, Wolfgang Zerlett, Georg Lehn, Lambert Hamel, Mogens von Gadow, Franziska Stömmer, Irmhild Wagner

## Tödlicher Irrtum
- Diretto da:
- Scritto da:

### Trama
Un uomo confessa un omicidio ad un prete. Ma la presunta vittima è ancora viva: ma nella sua casa viene rinvenuto un altro cadavere.
- Guest star: Agnes Fink, Ullrich Haupt, Kurt Ehrhardt, Konrad Georg, Dieter Kirchlechner, Thomas Astan

## Eine Kugel für den Kommissar
- Diretto da:
- Scritto da:

### Trama
Un attentato al Commissario finisce con un colpo di striscio. Mentre l'attentatore annuncia un secondo tentativo, la signora Keller indaga nel sottobosco di Monaco. In questo episodio Erik Ode è anche regista. Inoltre viene citato l'indirizzo di casa del Commissario: Bauerstrasse 8.
- Guest star: Harald Juhnke, Klaus Löwitsch, Horst Michael Neutze, Johannes Buzalski

### Colonna sonora
- Wilson Pickett, Hey Joe

## Der Mord an Frau Klett
- Diretto da:
- Scritto da:

### Trama
Uno straccivendoli scopre il cadavere di una donna. Il Commissario Keller svolge le indagini in un ambiente precario.
- Guest star: Alfred Balthoff, Hanns Ernst Jäger, Vadim Glowna, Else Knott, Hilde Volk

## Die kleine Schubelik
- Diretto da:
- Scritto da:

### Trama
Un venditore di birra va a portare il conto all'operaio Schubelik, ma lo trova morto nel suo gazebo. Il Commissario deve ricostruire la serata precedente, durante la quale nel gazebo si era tenuta una festa alla quale aveva partecipato anche la figlia della vittima. In questa puntata Helga Lauer appare per l'ultima volta.
- Guest star: Erni Mangold, Susanne Schaefer, Peter Kuiper, Margarethe von Trotta, Sigfrit Steiner, Thomas Piper

## Anonymer Anruf
- Diretto da:
- Scritto da:

### Trama
Kurt Gersdorf viene attirato in una trappola per fargli imputare un omicidio. Il Commissario non è convinto della sua colpevolezza e conduce le indagini in una palude di gelosia, invidia e disonori.
- Guest star: Martin Lüttge, Gerlinde Locker, Jürgen Goslar, Dunja Rajter, Hanne Hiob, Friedrich Joloff, Paul Edwin Roth

## Drei Tote reisen nach Wien
- Diretto da:
- Scritto da:

### Trama
Tre amici si concedono occasionalmente una piccola escursione dal loro mondo piccolo borghese. Questa volta si dirigono a Vienna. Al loro ritorno vengono minacciati di morte. Quando muore il primo, il Commissario Keller deve scoprire cosa sia successo veramente a Vienna. Là incontra anche il noto Commissario Marek della serie Tatort.
- Guest star: Dieter Borsche, Christoph Bantzer, Hans Caninenberg, Herbert Steinmetz, Karl Hellmer, Sepp Rist, Kitty Speiser, Fritz Eckhardt